# Àfrica Occidental Portuguesa
Àfrica Occidental Portuguesa o Angola (oficialment, Estado da África Ocidental o Angola Portuguesa, després elevada a Província Ultramarina de Angola l'11 de juny de 1951 i, finalment, Estado de Angola en 1972) és el nom comú pel qual fou conegut la colònia portuguesa a la costa d'Àfrica Occidental en diferents èpoques. Després de la guerra contra la metròpoli en 1975 esdevingué República Popular d'Angola i després República d'Angola.

## Govern

Bandera proposada per a l'Angola Portuguesa.

En el segle xx, l'Àfrica Occidental Portuguesa era subjecta al règim de l'Estado Novo. En 1951 les autoritats portugueses van canviar l'estatut del territori de colònia a una província d'ultramar de Portugal. Legalment, el territori era tant part de Portugal com Lisboa, però com a província d'ultramar gaudia d'excepcions especials per donar compte de la seva distància d'Europa. La majoria dels membres del govern d'Angola eren de Portugal, però alguns eren africans. Gairebé tots els membres de la burocràcia eren de Portugal, ja que la majoria dels africans no tenien les qualificacions necessàries per obtenir posicions.
El govern d'Angola, com a Portugal, estava altament centralitzat. El poder es va concentrar en el poder executiu, i totes les eleccions en què es van dur a terme es van dur a terme utilitzant mètodes indirectes. Des de l'oficina del primer ministre a Lisboa, l'autoritat es va estendre fins a les més remotes d'Angola a través d'una rígida cadena de comandament. L'autoritat del govern d'Angola era residual, limitada principalment a aplicar polítiques ja decidides a Europa. El 1967, Angola també va enviar una sèrie de delegats a l'Assemblea Nacional de Lisboa.
El màxim oficial de la província era el governador general, designat pel gabinet portuguès a recomanació del ministre d'ultramar. El governador general tenia autoritat executiva i legislativa. Un consell governamental avisava al governador general en la gestió de la província. El gabinet funcional consistia en cinc secretaris nomenats pel ministre d'ultramar a proposta del governador. Un Consell Legislatiu tenia poders limitats i la seva activitat principal era aprovar el pressupost provincial. Finalment, s'havia de consultar un Consell Econòmic i Social sobre tots els projectes de llei, i el governador general havia de justificar la seva decisió a Lisboa si ignorava el seu consell.
El 1972, l'Assemblea Nacional portuguesa va canviar l'estatut d'Angola d'una província d'ultramar a un "estat autònom" amb autoritat sobre alguns assumptes interns; Portugal retenia la responsabilitat de la defensa i les relacions exteriors. Es van celebrar eleccions a Angola per a una assemblea legislativa el 1973.

## Història
La història de la presència portuguesa en el territori de l'Angola contemporània va durar des de l'arribada de l'explorador Diogo Cão en 1484 fins a la descolonització del territori en 1975. Durant aquests cinc segles, cal distingir diverses situacions completament diferents.

### Colònia

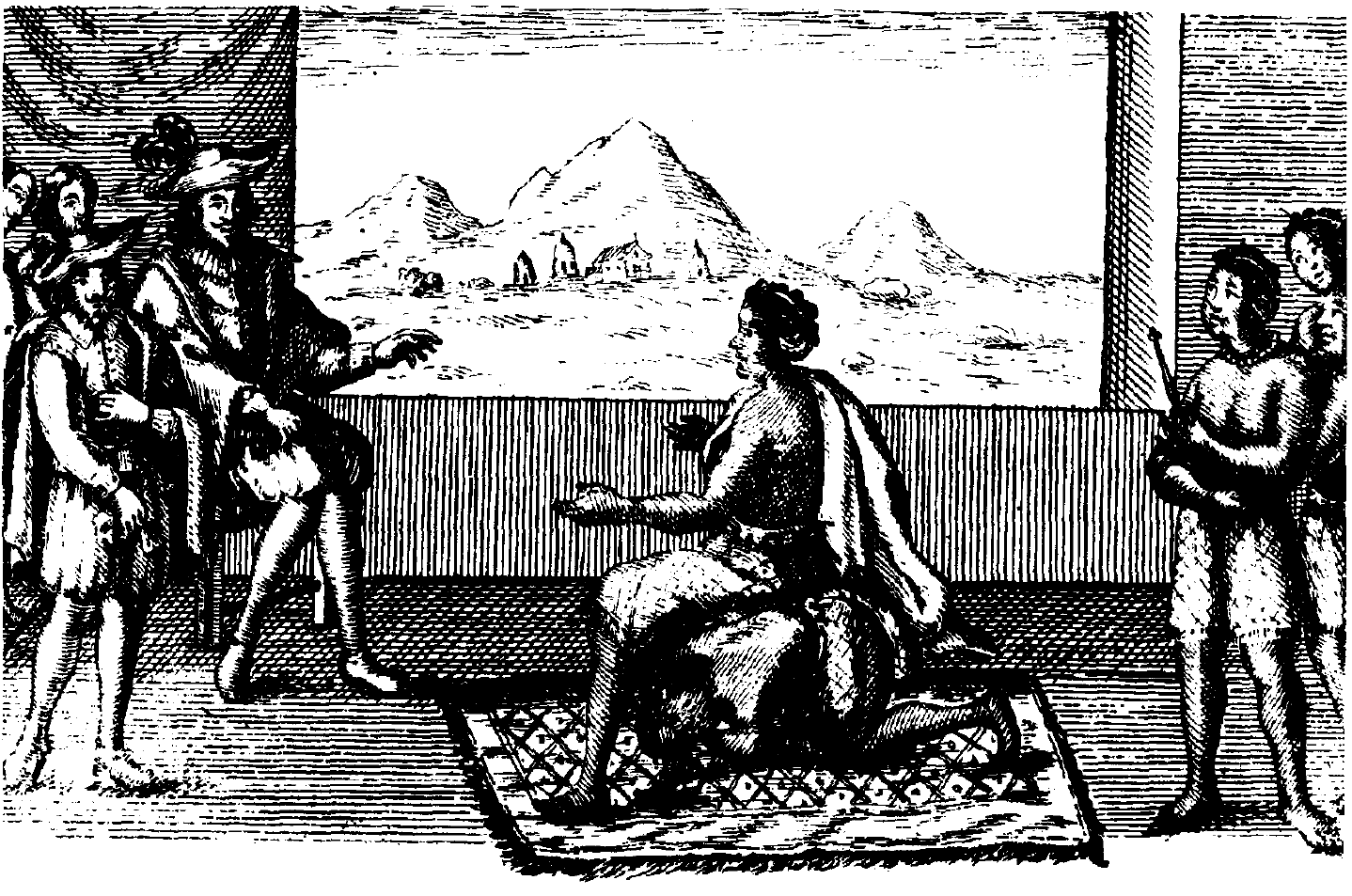
La reina Nzinga en negociacions de pau amb el governador portuguès a Luanda, 1657.

Els portuguesos, sota el comandament de Diogo Cão, durant el regnat de João II, arribaren al Zaire en 1482. És a partir d'aquí que s'iniciarà la conquesta pels portuguesos d'aquesta regió d'Àfrica, inclosa Angola. El primer pas fou establir una aliança amb el Regne del Congo, que dominava tota la regió. Al sud d'aquest regne hi havia dos més, el Regne de Ndongo i el de Matamba, que no tardaren en unificar-se, per donar origen al Regne d'Angola vers 1559.
Explorant les rivalitats i conflictes entre aquests regnes, en la segona meitat del segle xvi, els portuguesos es van instal·lar a la regió d'Angola. El primer governador d'Angola, Paulo Dias de Novais, procurà delimitar aquest vast territori i explorar els seus recursos naturals, en particular els esclaus. la penetració a l'interior era molt limitada. En 1576 fundaren São Paulo da Assunção de Luanda, l'actual ciutat de Luanda, a la costa meridional del Regne del Congo, i durant el segle xvii fundaren l'assentament de Benguela, més al sud. Angola es transformà ràpidament en el principal mercat abastidor d'esclaus per les plantacions de canya de sucre del Brasil. Des de 1580 fins a la dècada de 1820, més d'un milió de persones de l'actual Angola actuals van ser exportats com a esclaus a l'anomenat Nou Món, principalment a Brasil, però també a Amèrica del Nord. Segons Oliver i Atmore, "durant 200 anys la colònia d'Angola es va desenvolupar essencialment com una gran empresa traficant d'esclaus". Els mariners, exploradors, soldats i comerciants del Regne de Portugal van tenir una llarga política de conquesta i establiment d'avançaments militars i comercials a Àfrica amb la conquesta portuguesa de Ceuta en 1415 i l'establiment de bases en l'actual Marroc i el golf de Guinea. Els portuguesos eren catòlics i les seves expedicions militars van incloure des del principi l'evangelització dels pobles estrangers.
Durant la Unió Ibèrica (1580-1640), els holandesos procuraren desposseir als portuguesos d'aquesta regió ocupant gran part del litoral: Benguela, Santo António do Zaire, i les desembocadures del Bengo i del Cuanza. En 1648 les tropes portugueses expulsaren els holandesos, possibilitant el restabliment de les línies de comerç, essencialment el tràfic d'esclaus, de Salvador da Bahia i Rio de Janeiro amb Luanda.
Al segle xvii, els conflictes per interessos econòmics van provocar una confrontació militar amb el Regne del Congo. Portugal va vèncer al Regne del Congo a la batalla de Mbwila el 29 d'octubre de 1665, però va sofrir una desastrosa derrota a la batalla de Kitombo quan van intentar envair Congo en 1670. El control de la majoria de les terres altes centrals es va aconseguir al segle xviii. Els intents més assolits per conquerir l'interior es van dur a terme al segle xix. Tanmateix el control administratiu portuguès complet arreu del territori no es va aconseguir fins a principis del segle xx.
Almenys fins a finals del segle xviii Angola actua com un dipòsit d'esclaus de les plantacions i mines del Brasil o en altres colònies portugueses a les Amèriques. L'ocupació dels portuguesos aposta per les fortaleses i factories establertes a la costa.

## Seglexix
La colonització efectiva de l'interior només es va iniciar en el segle xix, després de la independència del Brasil (1822) i després de la fi del comerç atlàntic d'esclaus (1836-42), però no de l'esclavitud. Aquesta ocupació de l'interior tindrà un caràcter d'una resposta a les pretensions d'altres potències europees, com Regne Unit, Alemanya i França, que reclamaven part del seu territori a Àfrica. Es van formar diversos tractats establint els territoris de cadascun, d'acord amb el seu poder i habilitat de negociar.
Una bona part dels colons eren presos deportats de Portugal, com el cèlebre Zé do Telhado. Paral·lelament es realitzen diversos viatges amb objectius polítics i científics al territori d'Angola, com els de José Rodrigues Graça (1843-1848) a Malanje i Bié; José Brochado a Huambo, Mulando, Cuanhama; Silva Porto a Bié.
En 1823 va sorgir a Benguela la Confederação Brasílica, un moviment amb l finalitat d'aplegar Angola al novament independent Brasil. Aquest moviment fou format per colons i soldats de Benguela i que en bona part provenien del Brasil. El govern colonial a Luanda va cridar reforços i aixafà la revolta.

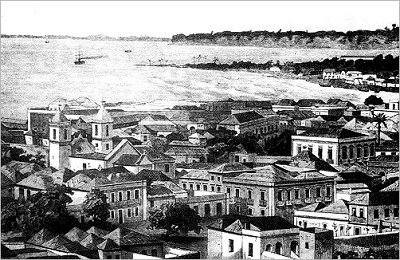
Vista de Luanda en 1883.

En 1861 la colònia portuguesa d'Angola era formada per cinc districtes: Luanda, Benguela, Moçâmedes, Ambriz i Golungo Alto. Els seus límits, segons disposa la Carta Constitucional portuguesa de 1826, i d'acord amb el Tractat de Aliança i Amistat, de 1810, el Tractat de 22 de gener de 1815, i una Convenció de 1817, eren: al nord la latitud 5º12'S, i molt més al nord segons la llei anterior, més al nord segons el dret anterior, i al sud del 18º, al llarg de la costa que corre en la línia nord-nord-oest - sud-sud-est.
Els límits de la província en l'interior no estaven establerts de forma determinada, considerant-se que estaven "al punt, més lluny del qual no puguem dur l'acció civilitzadora". Pel nord, els punts extrems que llavors s'ocupaven per l'interior eren: São Salvador do Congo, Bembe i Encoge, distant 100 quilòmetres més o menys els uns dels altres, i a 200 de la costa. Pel centre els punts més avençats erem o Duque de Bragança i Pungo Andongo, que estaven quasi nord-sud un de l'altre, vora a 330 quilòmetres de la costa o de Luanda; Malange, que està enmig d'aquells dos, però 100 quilòmetres pròximament més a l'est; i Tala Mugongo i Cassange, que estan a l'est de Malange, el primer prop de 200 quilòmetres, i el segon de 320. Pel sud els punts més avançats eren: Caconda, a l'interior de Benguela, i Humbe, al de Mossâmedes, a uns 250 quilòmetres de la costa. No comprenent l'extensa línia oriental de Malange i Cassange, podia dir-se que els límits interiors de la província estaven llavors traçats en una línia mitjana, els punts de la qual distaven de la costa entre 200 i 300 quilòmetres, i que s'estenia del Humbe, als marges del Cunene, fins São Salvador do Congo, molt prop de Zaire, del qual era dependència. No obstant això, aquesta línia estava tallada en molts punts per extensions de territori de població indígena rebel·lada.
A causa de l'absència de vies de comunicació terrestres, les campanyes d'ocupació de l'interior són fetes a través dels cursos fluvials: conca del Cuango (1862), conca del Cuanza (1895, 1905 i 1908); conca del Cubango (1886-1889, 1902 i 1906); conca del riu Cunene (1906-1907); conca de l'Alt Zambeze (1895-1896); entre Zeusa i Dande (1872-1907), etc.
Les fronteres de Angola només són definides a finals del segle xix, sent la seva extensió moltíssim més gran que la del territori dels ambundu, dels quals procedeix el nom Angola. En 1884, el Regne Unit, que fins a aquest moment s'havia negat a reconèixer que Portugal tenia drets territorials al nord d'Ambriz, va concloure un tractat que reconeixia la sobirania portuguesa sobre els dos marges del baix Congo. No obstant això, el tractat, reunit amb oposició allà i a Alemanya, no va ser ratificat. Els acords conclosos amb l'Estat Lliure del Congo, l'Imperi Alemany i la Tercera República Francesa en 1885-1886 van fixar els límits de la colòniaa, llevat del sud-est, on la frontera amb Barotseland (nord-oest de Rhodèsia) i Angola foren determinats per un acord angloportuguès en 1891 i l'arbitratge del Rei d'Itàlia en 1905.

## Segle XX
En les seves fronteres actuals, la colònia d'Angola només va existir mig segle, a partir de mitjans dels anys 1920. És cert que els portuguesos van estar presents al litoral d'aquest territori a partir de la fi del segle xv, establint successivament - essencialment per al tràfic d'esclaus i un altre tipus de comerç - establiments comercials i, sobretot, les places fortes de Luanda i Benguela i les àrees circumdants. La penetració i conquesta de l'interior no va començar fins al segle xix. En la fi d'aquest segle, la "colònia d'Angola" estava constituïda, però la delimitació definitiva i "ocupació efectiva" del territori no va ser assolida abans de 1926.
Durant el domini colonial portuguès sobre Angola es van fundar ciutats, viles, llocs de comerç, es van obrir ferrocarrils i carreteres i es construïren ports, tot al servei d'una economia colonial amotllada d'acord amb els interessos de la Metròpoli Portuguesa i de la creixent comunitat de portuguesos que es van establir a Angola com a colons o al servei d'empreses i de l'administració estatal. Una base essencial per a aquesta economia va ser l'explotació sistemàtica de recursos naturals i de la població africana, discriminada segons criteris racials i culturals. Els Ovambo es van revoltar contra la dominació portuguesa però foren derrotats a la batalla de Mufilo en 1907.
Una vegada que el sistema colonial va necessitar cada vegada més mà d'obra africana qualificada, es va desenvolupar, de forma hesitant, un sistema d'educació. En els anys 1950 va sorgir una "massa crítica" d'africans escolaritzats amb capacitat d'articular una resistència anticolonial nacionalista.
El 1951 la colònia portuguesa d'Angola es va convertir en una província d'ultramar de Portugal. A la fi dels anys cinquanta, el Front Nacional d'Alliberament d'Angola (FNLA) i el Moviment Popular per a l'Alliberament d'Angola (MPLA) van començar a organitzar estratègies i plans d'acció per lluitar contra el govern portuguès i el sistema retributiu que va afectar molts dels nadius africans del camp, que eren recol·locats de les seves llars i van realitzar treballs obligatoris, gairebé sempre feines dures sense qualificació, en un entorn de boom econòmic. La guerra de guerrilles organitzada va començar el 1961, el mateix any en què es va aprovar una llei per millorar les condicions de treball de la força laboral nativa no qualificada, que exigia més drets. El 1961 el govern portuguès va abolir una sèrie de disposicions legals bàsiques que discriminaven els negres, com ara l' Estatuto do Indigenato (Decret Llei 43: 893 del 6 de setembre de 1961). No obstant això, el conflicte, conegut com la guerra colonial portuguesa o la Guerra de l'Alliberament, va començar al nord del territori quan els rebels de la União dos Povos de Angola amb base a la República del Congo (Léopoldville) va massacrar civils blancs i negres en atacs sorpresa al camp. Després de visitar les Nacions Unides, Holden Roberto va tornar a Kinshasa i va organitzar militants bakongo.

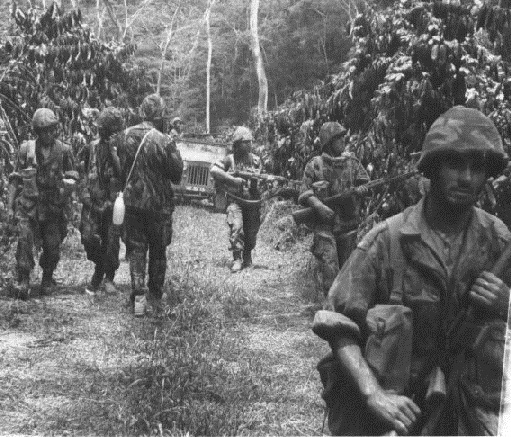
Soldats portuguesos a Angola

Holden Roberto va iniciar una incursió a Angola el 15 de març de 1961, liderant entre 4.000 i 5.000 militants. Les seves forces van prendre granges, centres comercials i governamentals, matant a tots els que van trobar. Almenys 1.000 blancs i un nombre desconegut de negres van ser assassinats. Commenting on the incursion, Roberto said, "this time the slaves did not cower". They massacred everything. Els efectius militars a Angola estaven formats per aproximadament 6.500 homes: 5.000 africans negres i 1.500 europeus blancs enviats des de Portugal. Després d'aquests esdeveniments, el govern portuguès, sota el règim dictatorial de l'Estat Nou d'António de Oliveira Salazar i posteriorment Marcelo Caetano, va enviar milers de soldats d'Europa per realitzar operacions de contra-terrorisme i contrainsurgència. En 1963 Holden Roberto va establir el Govern Revolucionari d'Angola en l'Exili (GRAE) a Kinshasa en un intent de reclamar en l'escena internacional l'única representació de les forces que combatien el govern portuguès a Angola. La Unió Nacional per a la Independència Total d'Angola (UNITA) també va iniciar operacions de guerrilla independentista el 1966. Malgrat la superioritat militar general de l'exèrcit portuguès en el teatre angolès, els moviments guerrillers independentistes mai van ser derrotats per complet. Tanmateix, el 1972, després del Frente Leste, una exitosa campanya militar a l'est d'Angola, complementada per una política pragmàtica de cors i ments, el conflicte a Angola va ser efectivament guanyat pels portuguesos.
Des del 1966 fins al 1970, el moviment guerriller independentista MPLA va ampliar les seves operacions d'insurrecció limitades a l'est d'Angola. Aquesta extensa zona rural estava molt lluny dels principals centres urbans i propera als països estrangers on es podien refugiar les guerrilles. UNITA, una organització més petita de guerrilla independentista establerta a l'Est, va donar suport al MPLA. Fins a 1970, les forces guerrilleres combinades de MPLA i UNITA al Front Est van ser reeixides a pressionar a les Forces Armades Portugueses (FAP) a la zona fins al punt que la guerrilla va poder travessar el riu Cuanza i podria amenaçar el territori de Bié, que incloïa un important nucli urbà en la ciutat agrícola, comercial i industrial de Silva Porto. El 1970, el moviment de guerrilla va decidir reforçar el front oriental reclutant tropes i armament del nord a l'est.

### Campanya al front oriental
En 1971 les FAP van iniciar una reeixida campanya militar contra la insurrecció que va expulsar els tres moviments guerrillers que operaven cap a l'Est fins a les fronteres d'Angola. Els últims guerrillers van perdre centenars de soldats i van abandonar tones d'equipament, es van replegar caòticament als països veïns o, en alguns casos, es van unir o lliurar als portuguesos. Per aconseguir la confiança de les poblacions rurals locals i crear condicions per a la seva solució permanent i productiva a la regió, les autoritats portugueses van organitzar massives campanyes de vacunació, revisions mèdiques i aigua, sanejament i infraestructures alimentàries com a forma de contribuir millor al desenvolupament econòmic i social de les persones i dissociar la població de la guerrilla i la seva influència. El 31 de desembre de 1972 el Pla de Desenvolupament de l'Est (Plano de Desenvolvimento do Leste) va incloure en la seva primera etapa, 466 empreses de desenvolupament (150 es van completar i 316 es van construir). Es van construir dinou centres de salut i s'estaven construint 26. 51 noves escoles estaven operatives i 82 eren en construcció.

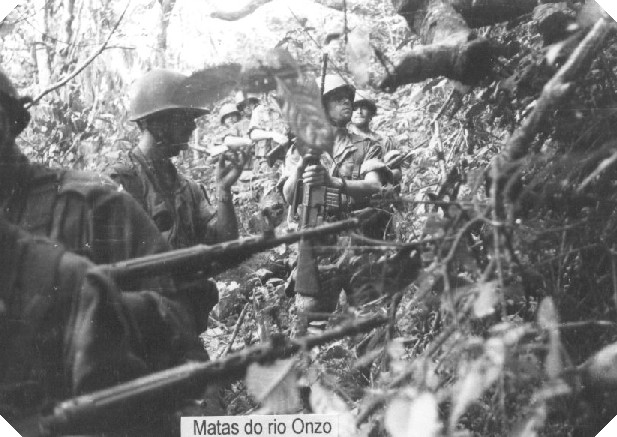
Guerra colonial portuguesa

No obstant això, les autoritats portugueses no van poder vèncer a la guerrilla en la seva totalitat durant la guerra colonial portuguesa, particularment a la Guinea Portuguesa i van patir nombroses baixes en els 13 anys de conflicte. Al llarg de la guerra, Portugal es va enfrontar a una creixent dissidència, embargaments d'armes i altres sancions punitives de la majoria de la comunitat internacional. La guerra es va fer cada vegada més impopular a la societat portuguesa per la seva durada i costos, l'agreujament de les relacions diplomàtiques amb altres membres de les Nacions Unides i el paper que va exercir com a factor per a la perpetuació del règim de l'Estat Nou. Va ser aquesta escalada la que conduiria directament al motí dels membres de la FAP durant la revolució dels clavells de 1974, esdeveniment que conduiria a la independència de totes les colònies portugueses a Àfrica.

### Estat federat
El juny de 1972, l'Assemblea de la República Portuguesa va aprovar una nova versió de la seva Llei Orgànica de Territoris d'Ultramar, per tal que els seus territoris africans d'ultramar tinguessin una autonomia política més àmplia i reduïssin l'augment de la dissidència tant internament com internacional. Va canviar l'estatut d'Angola d'una província d'ultramar a un "estat autònom" amb autoritat sobre alguns assumptes interns, mentre que Portugal retenia la responsabilitat de la defensa i les relacions exteriors. No obstant això, el propòsit no era, en absolut, concedir la independència angolesa, sinó "guanyar els cors i les ments" dels angolesos, convencent-los a romandre permanentment com a part d'un Portugal intercontinental. Reanomenar Angola (com Moçambic) en 1972 "Estado" va ser part d'un aparent esforç per donar-li a l'Imperi Portuguès una mena de federalisme, conferint alguns grau d'autonomia als "estats". De fet, els canvis estructurals i l'augment de l'autonomia eren extremadament limitats. El govern de l'Estat d'Angola era el mateix que l'antic govern provincial, excepte alguns canvis cosmètics del personal i dels títols. Igual que a Portugal, el govern de l'Estat d'Angola estava enterament format per persones alineades amb el règim de l'Estat Nou. Mentre aquests canvis es produïen, alguns nuclis guerrillers es van mantenir actius a l'interior del territori i van continuar campant fora d'Angola contra el govern portuguès. La idea que els moviments d'independència participessin en l'estructura política de l'organització del territori renovat era absolutament impensable (en ambdós bàndols).

### Revolució dels clavells i independència
El 25 d'abril de 1974, el govern portuguès del règim d'Estat Nou sota Marcelo Caetano, el règim corporativista i autoritari establert per António de Oliveira Salazar que havia governat Portugal des de la dècada de 1930, va ser enderrocat per la revolució dels clavells, un aixecament militar a Lisboa. Al maig d'aquest any, la Junta de Salvação Nacional, el nou govern revolucionari de Portugal, proclamà una treva amb la guerrilla independentista africana en un esforç per promoure converses de pau i independència. El cop militar va retornar la democràcia a Portugal, acabant amb la impopular guerra colonial portuguesa, on milers de soldats portuguesos havien estat reclutats pel servei militar i substituint l'autoritari règim d'"Estado Novo" i la seva policia secreta que va reprimir les llibertats civils elementals i la llibertat política. Va començar com una protesta de classe professional dels capitans de les Forces Armades Portugueses contra el decret llei de 1973 Dec. Lei n.o 353/73.
Aquests esdeveniments van provocar un èxode massiu de ciutadans portuguesos, principalment blancs, però alguns "mestiços" (raça mixta) o negres, dels territoris africans de Portugal, creant centenars de milers de refugiats desemparats, els retornats. Angola es va convertir en estat sobirà l'11 de novembre de 1975 d'acord amb el tractat d'Alvor. El nou país independent es va proclamar com a República Popular d'Angola.

## Famosos nascuts al territori

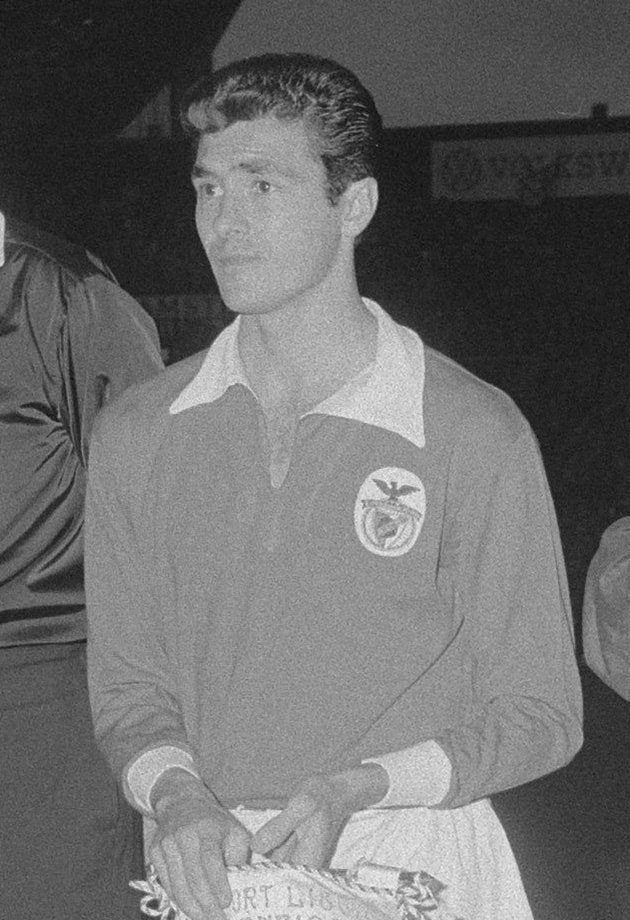
José Águas nascut a Luanda en 1930

| - António da Silva Porto - Agostinho Neto - Assunção Cristas - Bonga - Carlos Castro - Carlos Cruz - Daniel Chipenda - Eduardo Nascimento - Fernando Nobre - Fernando José de França Dias Van-Dúnem - Fernando Peyroteo - Francisca Van Dunem - Henrique Galvão - Holden Roberto - Horácio Roque - Isabel dos Santos - Jacinto João - Joana Amaral Dias - João Carqueijeiro - Jonas Savimbi - Jordão | - José Águas - José Eduardo Agualusa - José Eduardo dos Santos - José Norton de Matos - José Quitongo - Mário Pinto de Andrade - Marcolino Moco - Miguel Arcanjo - Miguel Relvas - Mwene Mbandu I Lyondthzi Kapova de Mbunda - Nzinga de Ndongo i Matamba - Paula Teixeira da Cruz - Paulo Maló - Paulo Kassoma - Pedro Passos Coelho - Pepetela - Raul Águas - Viriato Clemente da Cruz - Waldemar Bastos - Zeca Afonso |